# Roland Jonchère
Pour les articles homonymes, voir Jonchère (homonymie).
Roland Jonchère, né le 24 juillet 1927 à Angers et mort le 14 mai 2024 aux Sables-d'Olonne, est un coureur cycliste français,  spécialiste du demi-fond, entrainé par Arthur Pasquier. Il participe aussi à des courses sur route.

## Palmarès
- 2e du championnat de France de demi-fond[Quand ?]